# Деревья и кустарники СССР
Деревья и кустарники СССР — дендрологическая энциклопедия, 6-томное издание под редакцией Сергея Яковлевича Соколова, издававшиеся с 1949 по 1962, содержащее описание 5000 видов древесных растений, которые выращиваются или могут выращиваться на территории СССР.
В предисловии первого тома заявлены следующие цели:
1. подвести итог ассортименту древесных и кустарниковых пород, растущих дико, культивируемых или заслуживающих быть введенными в культуру на открытом воздухе в СССР;
2. дать этим растениям в систематическом порядке морфологическую, биологическую и экологическую характеристику; характеризовать их естественный и вторичный ареалы; дать ключи для их определения;
3. характеризовать болезни и повреждения этих пород и дать приемы борьбы с ними;
4. характеризовать технические свойства этих пород;
5. рекомендовать способы культуры их и уход за ними;
6. рассмотреть употребление их в зеленом строительстве.

## Содержание
| Том | Год  | Авторы | Таксоны |
| --- | ---- | --- | --- |
| 1   | 1949 | Белосельская З. Г., Васильев Я. Я. , Ванин С. И., Воинов Г. В., Забелин И. А., Лапин П. И., Малеев В. П. , Правдин Л. Ф., Полетико О. М., Сааков С. Г., Соколов С. Я., Уханов В. , Цырина Т. С., Шипчинский Н. В. | Голосеменные: Саговниковые, Гинкговые, Тиссовые, Ногоплодниковые, Араукариевые, Головчатотиссовые, Сосновые, Таксодиевые, Кипарисовые (Туевые, Кипарисовые, Можжевеловые), Хвойниковые (эфедровые) |
| 2   | 1951 | Ванин, С. И. , Горшкова С. Г., Грубов В. И., Замятнин Б. Н., Ильинская И. А., Леонтьев В. Л., Лозина-Лозинская А. С., Малеев В. П. , Пилипенко Ф. С., Полетико О. М., Правдин Л. Ф., Ильинская И. А., Рубцов Л. И., Сааков С. Г., Соколова О. В., Соколов С. Я., Стратанович А. И., Уханов В. , Шипчинский Н. В., Ярмоленко А. В. | Покрытосеменные: 1 Злаки, 2 Пальмы, 3 Лилейные, 4 Казуариновые, 5 Ивовые, 6 Восковниковые, 7 Ореховые, 8 Березовые, 9 Буковые, 10 Ильмовые, 11 Тутовые, 12 Протейные, 13 Ремнецветные, 14 Кирказоновые, 15 Гречишные, 16 Маревые, 17 Никтагиновые |
| 3   | 1954 | Артюшенко 3. Т., Васильев А. В., Гзырян М. С., Грубов В. И., Замыслова Р. В., Замятнин Б. Н., Коновалов И. Н., Лозина-Лозинская А. С., Пидотти О. А., Пилипенко Ф. С., Полетико О. М., Родионенко Г. И., Сааков С. Г., Соколова О. В., Соколов С. Я., Фёдоров А. А., Фёдоров А. А., Фишер О. А., Шипчинский Н. В., Шульгина В. В. | 18 Троходендровые, 19 Багрянниковые, 20 Эвкоммиевые, 21 Лютиковые, 22 Лардизабалевые, 23 Барбарисовые, 24 Луносемянниковые, 25 Магнолиевые, 26 Каликантовые, 27 Аноновые, 28 Монимиевые, 29 Лавровые, 30 Камнеломковые, 31 Питтоспоровые, 32 Гамамелидовые, 33 Платановые, 34 Розоцветные |
| 4   | 1958 | Артюшенко 3. Т., Васильев А. В., Гзырян М. С., Головач А. Г., Грубов В. И., Замятнин Б. Н., Пидотти О. А., Пилипенко Ф. С., Полетико О. М., Родионенко Г. И., Русанов Ф. Н., Сааков С. Г., Соколов С. Я., Фёдоров А. А., Шипчинский Н. В. , Шульгина В. В., Шухободский Б. А.                                                     | 35 Бобовые, 36 Парнолистниковые, 37 Кнеоровые, 38 Рутовые, 39 Симарубовые, 40 Мелиевые, 41 Истодовые, 42 Молочайные, 43 Самшитовые, 44 Кориариевые, 45 Водяниковые, 46 Сумаховые, 47 Цирилловые, 48 Падубовые, 49 Бересклетовые, 50 Клекачковые, 51 Кленовые, 52 Конскокаштановые, 53 Сапиндовые, 54 Сабиевые, 55 Медовиковые, 56 Крушиновые, 57 Виноградовые, 57 Липовые, 59 Мальвовые, 60 Стеркулиевые, 61 Актинидиевые, 62 Эвкрифиевые, 63 Чайные, 64 Зверобойные, 65 Франкениевые, 66 Гребенщиковые, 67 Ладанниковые, 68 Фиалковые, 69 Флакуртиевые, 70 Стахиуровые, 71 Страстоцветовые, 72 Кариковые, 73 Кактусовые, 74 Волчниковые, 75 Лоховые, 76 Дербенниковые, 77 Гранатовые |
| 5   | 1960 | Головач А. Г., Грубов В. И., Замятнин Б. Н., Линчевский И. А., Петяев С. И., Пидотти О. А., Пилипенко Ф. С., Полетико О. М., Родионенко Г. И., Сааков С. Г., Селиванова-Городкова, Е. А., Соколов С. Я., Шипчинский Н. В. | 78 Миртовые, 79 Меластомовые, 80 Кипрейные, 81 Аралиевые, 82 Зонтичные, 83 Гарриевые, 84 Ниссовые, 85 Алангиевые, 86 Дереновые, 87 Клетровые, 88 Вересковые, 89 Брусничные, 90 Диапенсиевые, 91 Мирзиновые 92 Свинчатковые, 93 Сапотовые, 94 Эбеновые, 95 Стираксовые, 96 Симплоковые, 97 Маслинные |
| 6   | 1962 | Артюшенко 3. Т., Гусев Ю. Д., Зайцев Г. И., Замятнин Б. Н., Кнорринг-Неуструева О. Э., Пидотти О. А., Пилипенко Ф. С., Поляков П. , Родионенко Г. И., Селиванова-Городкова Е. А., Соколов С. Я. | 98 Логаниевые, 99 Кутровые, 100 Ластовневые, 101 Вьюнковые, 102 Бурачниковые, 103 Вербеновые, 104 Губоцветные, 105 Пасленовые, 106 Норичниковые, 107 Бигнониевые, 108 Подмаренниковые, 109 Жимолостные, 110 Сложноцветные |

## Библиографические ссылки
1. Деревья и кустарники СССР : дикорастущие, культивируемые и перспективные для интродукции : в 6 т. — М. ; Л. : Изд-во АН СССР, 1949. — Т. 1 : Голосеменные / ред. С. Я. Соколов, Б. К. Шишкин. — 464 с. — 3000 экз.
2. Деревья и кустарники СССР : дикорастущие, культивируемые и перспективные для интродукции : в 6 т. — М. ; Л. : Изд-во АН СССР, 1951. — Т. 2 : Покрытосеменные / ред. С. Я. Соколов. — 612 с. — 2500 экз.
3. Деревья и кустарники СССР : дикорастущие, культивируемые и перспективные для интродукции : в 6 т. — М. ; Л. : Изд-во АН СССР, 1954. — Т. 3 : Покрытосеменные. Семейства Троходендроновые — Розоцветные / ред. С. Я. Соколов. — 872 с. — 3000 экз.
4. Деревья и кустарники СССР : дикорастущие, культивируемые и перспективные для интродукции : в 6 т. — М. ; Л. : Изд-во АН СССР, 1958. — Т. 4 : Покрытосеменные. Семейства Бобовые — Гранатовые / ред. С. Я. Соколов. — 976 с. — 2500 экз.
5. Деревья и кустарники СССР : дикорастущие, культивируемые и перспективные для интродукции : в 6 т. — М. ; Л. : Изд-во АН СССР, 1960. — Т. 5 : Покрытосеменные. Семейства Миртовые — Маслиновые / ред. С. Я. Соколов. — 544 с. — 2200 экз.
6. Деревья и кустарники СССР : дикорастущие, культивируемые и перспективные для интродукции : в 6 т. — М. ; Л. : Изд-во АН СССР, 1962. — Т. 6 : Покрытосеменные. Семейства Логаниевые — Сложноцветные / ред. С. Я. Соколов. — 380 с. — 2400 экз.